# الكسندر ألين
الكسندر ألين (بالإنجليزية: Alexander Allen) هو سياسي أمريكي، ولد في مايو 1842 في اسكتلندا في المملكة المتحدة، وتوفي في 7 يناير 1924 في سياتل في الولايات المتحدة. حزبياً، نشط في الحزب الجمهوري. وقد انتخب عضو مجلس نواب واشنطن.